# Christoph K. Neumann
Christoph K. Neumann (* 2. April 1962 in Braunschweig) ist ein deutscher Orientalist mit Schwerpunkt Turkologie.

## Leben
Nach dem Abitur 1979 am Wilhelm-Gymnasium in Braunschweig studierte er Osmanistik, Turkologie, Germanistik und Politikwissenschaft an der Universität München (M.A. 1987) und der Ege Üniversitesi in Izmir. 1992 wurde er in München zum Dr. phil. promoviert. 1993 erhielt er den Förderpreis der Südosteuropa-Gesellschaft München. 2006 habilitierte er sich an der Universität München in Neuerer und Neuester Geschichte.
Wissenschaftliche Stationen führten ihn zunächst an die Karls-Universität Prag, das Orient-Institut Istanbul und die Boğaziçi Üniversitesi in Istanbul. Von 1998 bis 2002 war er Assistent Professor an der İstanbul Teknik Üniversitesi und von 2002 bis 2006 an der İstanbul Bilgi Üniversitesi. 2006 wurde er Associate Professor an der İstanbul Bilgi Üniversitesi und 2008 Professor für Turkologie am Institut für den Nahen und Mittleren Osten der Universität München. Seit 2022 ist Christoph K. Neumann Direktor des Orient-Instituts in Istanbul.
Er forscht zur Geschichte und Kultur der Türkei und des Osmanischen Reiches. Neumann ist Autor, Herausgeber und Übersetzer mehrerer Bücher zum Thema. Er erhielt mehrere Stipendien, unter anderem von der Studienstiftung des Deutschen Volkes und der Deutschen Forschungsgemeinschaft. Neumann beriet Kindlers Neues Literatur Lexikon in türkischer Literatur und war von 1984 bis 1993 für den Turkologischen Anzeiger tätig. Außerdem war er im Advisory und Editorial Board wissenschaftlicher Zeitschriften. Neumann ist auch Mitverfasser zahlreicher Reiseführer zur Türkei sowie Übersetzer der Romane Schnee von Orhan Pamuk und Seelenfrieden von Ahmet Hamdi Tanpınar.

## Schriften (Auswahl)
- Das indirekte Argument. Ein Plädoyer für die Tanẓīmāt vermittels der Historie. Die geschichtliche Bedeutung von Aḥmed Cevdet Paşas Taʾrīẖ (= Periplus Parerga. Band 1). Lit, Münster u. a. 1994, ISBN 3-89473-910-X (= Dissertation).
- mit Klaus Kreiser: Kleine Geschichte der Türkei. Reclam, Stuttgart 2003, ISBN 3-15-010540-4. (2. Auflage, 2009)